# Охридски блескавец
Охридски блескавец (Alburnoides ohridanus) е вид дребна сладководна риба от семейство Шаранови. Застрашен е от конкуренцията на привнесени в езерото риби.

## Разпространение
Видът е ендемичен за Охридското езеро.